# Akademie výtvarných umění v Krakově
Akademie výtvarných umění v Krakově (polsky Akademia Sztuk Pięknych im. Jana Matejki w Krakowie) je státní vyšší umělecká škola v Krakově. Byla založena v roce 1818. Během své historie také nesla název Škola kresby a malby (v letech 1818–1873) a Škola výtvarných umění (v letech 1873–1900).

## Historie
Škola byla založena v roce 1818 a zpočátku pracovala jako Škola kreslení a malování při oddělení literatury Jagellonské univerzity. V roce 1833 byla sloučena s Institutem technologie, a v roce 1873 se stala nezávislou školou. To pak přijala název Školy výtvarných umění, jejím prvním ředitelem byl Jan Matejko, který školu řídil až do své smrti v roce 1893. Jeho nástupcem se stal Julian Fałat, který vedl školu až do roku 1909. On dal škole nový směr, zaměstnal představitele nových uměleckých tendencí, jako např. Teodor Axentowicz, Jacek Malczewski, Jan Stanisławski, Leon Wyczółkowski, Konstanty Laszczka, Józef Mehoffer, Stanisław Wyspiański, Wojciech Weiss a Józef Pankiewicz.
V roce 1879 dostala škola novou budovu, postavenou architektem Maciejem Moraczewskim. V roce 1900 škola získala titul Akademie výtvarných umění.
Po první světové válce bylo dovoleno studovat ženám. Pak byla založena pobočka akademie v Paříži, a to pod názvem Komitet Paryski.
Během druhé světové války Akademie byla uzavřena,.
V letech 1950-1956 Akademie fungovala pod názvem Akademie plastických umění. V roce 1956 bylo obnoveno jméno Akademie výtvarných umění, a v roce 1979 dostala akademie jméno Jana Matejka.
| Fałat | Malczewski | Matejko | Wyczółkowski | Wyspiański | Axentowicz |

## Významní absolventi
- Ewa Lipska (* 1945), polská básnířka